# حمله ۱۴۰۱ حرم شاهچراغ
حمله به حرم شاهچراغ یک حملهٔ مسلحانه در محوطهٔ حرم شاه‌چراغ شیراز بود که در عصر ۴ آبان ۱۴۰۱ اتفاق افتاد. در نتیجهٔ این حمله ۱۳ نفر کشته و بیش از ۲۰ نفر زخمی شدند. قوهٔ قضائیهٔ ایران و سخنگوی دبیرکل سازمان ملل متحد، این رخداد را «تروریستی» توصیف کرده‌اند. ساعتی پس از این حمله، داعش با انتشار بیانیه‌ای مسئولیت این حمله را پذیرفت.
نظام جمهوری اسلامی این حادثه را به پروپاگاندا تبدیل کرد و سعی کرد معترضان در خیزش ۱۴۰۱ ایران را به خاطر رخ‌داد این حمله سرزنش کند؛ اما برخی نیز حکومت را متهم حمله معرفی کردند که سعی دارد با یک عملیات پرچم دروغین تمرکز جمعی را از اعتراضات سراسری بردارد، برای سرکوب شدیدتر بهانه بتراشد و نیز مانع برگزاری گردهمایی بزرگداشت کوروش بزرگ در مقبرهٔ او شود. به‌دنبال هک خبرگزاری فارس، مشخص شد که سپاه پاسداران پیش از حمله به شاه‌چراغ از آن آگاه بوده است. در ۱۷ آذر، خبرگزاری تسنیم، وابسته به سپاه پاسداران، خبر صدور کیفرخواست پنج متهم حمله به حرم شاه‌چراغ را داد. رسیدگی به این پرونده از تاریخ ۲۶ بهمن ۱۴۰۱، در شعبهٔ اول دادگاه انقلاب شیراز آغاز شد.
در ۱۰ آذر، خبرگزاری فارس، وابسته به سپاه پاسداران، از خنثی‌سازی عملیات بمب‌گذاری در روز حمله به شاه‌چراغ توسط اطلاعات سپاه استان فارس خبر داد. سپس ویدئویی از اعتراف اجباری پنج ورزشکار شیرازی منتشر شد که به گفتهٔ سپاه پاسداران، در آن نقش داشته‌اند.

## شرح حادثه
خبر این حمله ابتدا توسط خبرگزاری‌های ایران منتشر شد. این رسانه‌ها در ابتدا اعلام کردند مهاجمان سه فرد مسلح بودند اما کمی بعد رئیس پلیس استان فارس اعلام کرد مهاجم یک نفر بوده است. به روایت ایرنا، خبرگزاری جمهوری اسلامی، مهاجمان با خودروی پژو و از ورودی خیابان ۹ دی وارد حرم شدند و در همان محل، خدام و زائران حاضر در آن ورودی را به رگبار بستند.
فیلم دوربین مدار بسته محل حمله ساعاتی بعد منتشر می‌شود. در این فیلم فردی با اسلحهٔ کلاشنیکف از ورودی عبور و به افراد حاضر در ورودی شلیک می‌کند و به سمت شبستان می‌رود. مردم که در داخل ساختمان حرم هستند با شنیدن صدای تیراندازی در ورودی را از داخل قفل می‌کنند اما مهاجم از سمت دیگری وارد ساختمان شده و مردم را به گلوله می‌بندد. سپس نیروهای امنیتی مهاجم را دستگیر می‌کنند.

### مصدومان و کشته‌شدگان
تعداد کشته‌شدگان حادثه در ابتدا ۱۵ نفر عنوان شده بود که بعدها توسط استاندار فارس، ۱۳ نفر عنوان شد. به گفتهٔ او دو نفر از کشته‌شدگان، دو بار شمارش شده بودند و در روز بعد ۲ نفر از مجروحان در بیمارستان در اثر شدت جراحات جان خود را از دست دادند. یک زن و سه کودک در میان قربانیان این حادثه گزارش شده است.

## عامل حمله
ساعتی پس از این حمله، گروه موسوم به دولت اسلامی، داعش، با انتشار بیانیه‌ای مسئولیت این حمله را پذیرفت. خبرگزاری اعماق بیانیهٔ این گروه را منتشر کرد. به گفتهٔ محمدجواد اکبرین، روزنامه‌نگار و دین‌پژوه، مسئولیت پذیرفتن‌های داعش در مورد «حملات تروریستی» بر اساس اعلام بیعت خود عوامل این حملات با داعش است. به گفتهٔ او، این گروه بر اساس اعلام «منابع امنیتی» مسئولیت این حمله را پذیرفته و مشخص نیست این «منابع امنیتی» کدامند. چند روز بعد از حادثه، مجلهٔ النباء که هفته‌نامهٔ رسمی داعش است، در شمارهٔ ۳۶۲ از مجله، طی خبری، مسئولیت حادثه را پذیرفت و نوشت: «در یک رویداد جدید، دولت اسلامی [داعش] در داخل یک مرقد شرک‌آمیز، ایران مجوس را هدف قرار داد و یکی از مجاهدان خلافت اسلامی به تیراندازی در داخل مرقد اقدام کرد و ده‌ها کشته و زخمی بر جا گذاشت». در این گزارش تعداد کشتگان ۲۰ نفر و تعداد زخمی‌ها بیش از ۴۰ نفر عنوان شده است. شبکهٔ اعماق وابسته به داعش ویدیویی از بیعت شخصی به نام ابی عایشه العمری با خلیفهٔ داعش منتشر کرد که ادعا می‌کند ویدیوی بیعت عامل حمله تروریستی حرم شاهچراغ شیراز است. همچنین در این شبکه تصاویری از چهره این فرد با پرچم داعش منتشر شده و به عنوان زیرنویس نام ابوعایشه العمری به عنوان عامل حمله به مرقد «شرکی» در شیراز ثبت شده است. خبرنامه نبأ داعش نیز یک روز بعد بر مسئولیت داعش و هدف از آن تأکید کرد. ولایت خراسان، شاخه مستقر در افغانستان داعش، ماه‌ها پیش از این حمله تهدیداتی را متوجه ایران کرده بود.
به گفتهٔ سید مصطفی بحرینی، دادستان شیراز، ضارب حدود ۳۰ ساله سن دارد و از یکی از کشورهای مجاور وارد ایران شده‌ اما همشهری‌آنلاین هویت این فرد را حامد بدخشان با ۲۳ سال سن اعلام کرده است. نورنیوز، رسانهٔ نزدیک به شورای عالی امنیت ملی ایران، مدعی شد «مهاجمان دارای ملیت ایرانی نیستند». مهاجم که پس از حمله و به دنبال واکنش نیروهای امنیتی و انتظامی زخمی، دستگیر و برای مداوا به یک بیمارستان شیراز منتقل شده بود در نهایت جان خود را از دست داد.
به گزارش موسسهٔ واشینگتن از بیانیه‌های داعش می‌توان برداشت نمود که زمان این حمله ربطی با اعتراضات در جریان در ایران نداشته است. توجیهات داعش برای این حمله نفرت کاملاً فرقه‌ای از شیعیان، که داعش آنان را مسلمانان واقعی نمی‌داند، بوده است. داعش از سال ۲۰۱۹ به ایران حمله‌ای نکرده بود، که با توجه به این که این گروه در مارس آن سال آخرین نواحی خود در سوریه را از دست داد، قابل فهم است. با اوج گرفتن نیاز داعش به بازسازی جنبش خود در نواحی مرکزی عراق و سوریه، تخصیص منابع به عملیات بیرونی برای داعش مرکزی از اولویت خارج شد.
۱۶ آبان ۱۴۰۱ وزارت اطلاعات ایران در بیانیه اعلام کرد تاکنون ۲۶ تبعه خارجی از کشورهای تاجیکستان، جمهوری آذربایجان و افغانستان را در ارتباط با این حادثه دستگیر کرده است. به گفتهٔ وزارت اطلاعات ایران، عنصر اصلی هدایت و هماهنگ‌کنندهٔ این حادثه در داخل ایران، تبعهٔ جمهوری آذربایجان، عنصر پشتیبانی‌کنندهٔ صحنهٔ عملیات در شیراز، فردی افغانستانی به نام محمد رامز رشیدی با نام مستعار ابوبصیر و عامل تیراندازی فردی به نام سبحان کُمرونی با نام مستعار ابوعایشه و از اتباع تاجیکستان هستند.

## بولتن خبرگزاری فارس
در جریان هک خبرگزاری فارس وابسته به سپاه پاسداران، گروه هکری بلک ریوارد به بولتن محرمانه‌ای دست یافت که برای فرماندهٔ سپاه پاسداران تهیه شده بود. این بولتن نشان می‌دهد که جمهوری اسلامی پیش از حمله به شاهچراغ از وقوعش خبر داشته اما مانع انجام نشده است.

## واکنش‌ها

### مقامات جمهوری اسلامی ایران
این حمله همزمان با ادامهٔ خیزش ۱۴۰۱ ایران و حضور گسترده مردم به مناسبات مراسم چهلم مهسا امینی به وقوع پیوست. این امر سبب شده تا مقام‌های جمهوری اسلامی این حادثه را به این اعتراضات مرتبط بدانند.
سید علی خامنه‌ای، رهبر جمهوری اسلامی، در پیامی خواستار «مجازات» عوامل این حمله شد و از «دستگاه‌های حافظ امنیت» و قوهٔ قضائیهٔ خواست با «جریانی که به جان مردم و امنیت آنان و مقدسات آنان بی‌اعتنائی و بی‌احترامی روا می‌دارند» برخورد کنند. وی همچنین اشاره داشت که عاملان واقعه یقیناً مجازات خواهند شد.
سید ابراهیم رئیسی، رئیس‌جمهور ایران و محمدباقر قالیباف، رئیس مجلس این حمله را محکوم کردند. قالیباف اعتراضات سراسری را زمینه‌ساز این حادثه نامید. احمد وحیدی، وزیر کشور ایران، نیز مدعی شد «جریان تروریستی با استفاده از فضای اغتشاش وارد عمل شدند». اما به گفتهٔ مرتضی مقتدایی، عضو مجلس خبرگان رهبری و مدیر شورای عالی حوزهٔ علمیهٔ قم ارتباطی میان این حادثه و اعتراضات در جریان خیابان‌های ایران نیست.
غلامحسین محسنی اژه‌ای، رئیس قوهٔ قضائیه نیز طی دستوری، شناسایی عوامل این حادثه را در دستور کار مقامات قضایی قرار داد. صادق لاریجانی، رئیس مجمع تشخیص مصلحت نظام نیز طی پیامی، این حادثه را محکوم و از دستگاه‌های امنیتی و قضایی تقاضای بررسی این عملیات را داشت. حسین امیرعبداللهیان، وزیر امور خارجهٔ ایران، این حمله را «پروژهٔ چندلایهٔ ناامن‌سازی» کشور توصیف کرد.

### بین‌المللی
استفان دوجاریک، سخنگوی دبیرکل سازمان ملل متحد، در پیامی این کشتار را محکوم کرد و با مردم و دولت ایران ابراز همدردی نمود. او در پیامش هرگونه اقدامات تروریستی به خصوص حمله به مراکز مذهبی را محکوم کرد. ولادیمیر پوتین، رئیس‌جمهور روسیه، الکساندر لوکاشنکو رئیس‌جمهور بلاروس و امامعلی رحمان رئیس‌جمهور تاجیکستان، نیکول پاشینیان نخست‌وزیر ارمنستان، راجه پرویز اشرف رئیس مجلس ملی پاکستان و سخنگوی اتحادیه اروپا نیز این حمله را محکوم کرده و آن را به سید ابراهیم رئیسی رئیس‌جمهور ایران تسلیت گفتند.
وزارت امور خارجه کشورهای امارات و عمان نیز این حادثه تروریستی را محکوم کردند و پیام تسلیت فرستادند. سفارت ژاپن در ایران طی حکمی با مردم ایران ابراز همدردی و این حادثه را محکوم کرد.
هیثم بن طارق، سلطان عمان نیز از مقامات بلندپایه سیاسی بودند که به این حادثه واکنش نشان‌دادند. عمار حکیم از اعضای مجلس اعلای عراق نیز به این حمله، واکنش نشان داد. دبیرکل جنبش مقاومت اسلامی نُجَباء نیز این حادثه را محکوم کرد و در پیامش، داعش را محصول دولت ایالات متحده آمریکا خواند.

### رسانه‌ها

#### رسانه‌های منتسب به جمهوری اسلامی ایران
رسانه‌های رسمی و نزدیک به جمهوری اسلامی ایران، همچون مقامات کشور، به‌طور گسترده این اقدام را به «دشمن» نسبت داده و آن را با اعتراضات در جریان ایران مرتبط دانستند.
خبرگزاری تسنیم، وابسته به سپاه پاسداران، این حادثه را وابسته به «عنصر وهابی- تکفیری» دانست که در طول اعتراضات «با سوءاستفاده از ناامنی‌های اخیر، دست به اقدام تروریستی زده است». روزنامه کیهان، نزدیک به رهبر جمهوری اسلامی، در مطلبی با عنوان «چه کسانی تروریست‌ها را به قتل‌عام زائران تشویق کردند» تلاش کرد مسئولیت این حمله را متوجه معترضان کند.
روزنامه جوان، نزدیک به سپاه پاسداران، حمله به شاهچراغ را «پازل برنامه تهاجمی دشمن» دانست و نوشت «باید در قالب یک تهاجم ترکیبی تمام‌عیار، تجزیه و تحلیل کرد.»
خبرگزاری ایرنا نیز در عنوانی، به عدم عکس‌العمل یا پیام محکومیت کشورهای اروپایی (به‌جز فنلاند) واکنش نشان داده و سکوت آنها پس از یک روز از واقعه را با شعار دفاع از حقوق بشر، در تناقض عنوان کرده است.

#### شبکه‌های اجتماعی
برخی کاربران شبکه‌های اجتماعی واقعه حمله به شاه‌چراغ را «توطئه حکومت» برای «انحراف افکار عمومی» از خیزش ۱۴۰۱ ایران با تکنیک پرچم دروغین می‌دانند. همچنین در این شبکه‌ها شک و تردیدها دربارهٔ این که این حمله به دست گروه داعش انجام شده، افزایش یافت. یکی از دلایلی که برای این تردیدها اشاره شده، تاریخ بیانیه است که روز ۳۰ ربیع‌الاول است، درحالی‌که ربیع‌الاول در کشورهای عربی ۲۹ روزه است. همچنین زمان ایجاد پوستر حکومتی این اتفاق، ظاهراً قبل از ترور بوده است. به نوشته موسسه واشینگتن، قبول نمودن مسئولیت حمله توسط داعش، این گفته‌ها را تضعیف می‌کند.
اما به نظر می‌رسد داعش برای اثبات سیطره و تسلط خود بر نقاط مختلف جهان، مسئولیت حملات انتحاری گوناگون را به عهده می‌گیرد.

### راهپیمایی عمومی
جمعی از مردم ایران در شهرهای مختلف، اقدام به راهپیمایی در محکومیت این رفتار کردند. این راهپیمایی‌ها پس از نماز جمعه روز ششم آبان ماه برگزار شد.

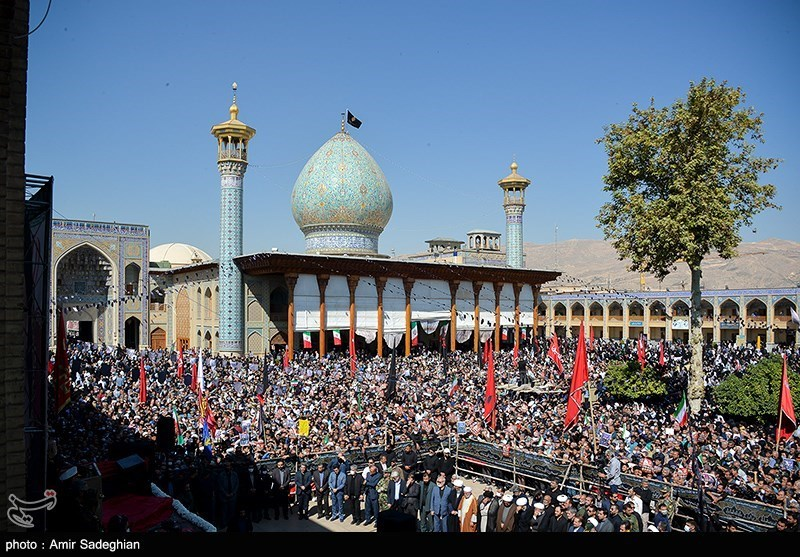
عکسی از مراسم تشییع جنازهٔ کشتگان حادثهٔ تروریستی حمله به حرم شاه‌چراغ

### عزای عمومی و مراسم تشییع‌کشتگان
در پی این رویداد، سه روز عزای عمومی در استان فارس اعلام شد.
در ۷ آبان ۱۴۰۱، مراسم تشیع و تدفین کشتگان حادثه با حضور مسئولان بلندپایهٔ حکومتی، برگزار شد. در این مراسم شعارهای «مرگ بر آمریکا»، «مرگ بر اسرائیل»، «مرگ بر آل‌سعود»، «مرگ بر انگلیس»، «زن زندگی شهادت»، و «مرگ بر فتنه‌گر» سر داده شد. اجساد کشتگان در حرم شاه‌چراغ دفن شدند. در این مراسم، حسین سلامی، فرمانده کل سپاه پاسداران، معترضان را تهدید کرد. در مقابل معترضان در برخی نقاط ایران حکومت و سپاه پاسداران را عامل این حمله معرفی کرده و شعارهایی همچون «همونی که چلاقه، قاتل شاهچراغه» یا «بسیجی، داعشی، پیوندتان مبارک» سر دادند. برخی دانشجویان دانشکدهٔ فنی دانشگاه تهران نیز روز ۷ آبان شعار «شاهچراغ، رِکس دیگه است، اینم یه نیرنگ دیگه است» دادند.

## اسامی جان‌باختگان
| نام                  | سن | محل دفن                                        | اطلاعات بیشتر                    |
| -------------------- | -- | ---------------------------------------------- | -------------------------------- |
| علیرضا سرایداران     | ۴۹ | صحن حرم شاهچراغ                                | پدر خانواده سرایداران            |
| زهرا اسمعیلی         | ۴۶ | صحن حرم شاهچراغ                                | مادر خانواده سرایداران           |
| آرشام سرایداران      | ۱۰ | صحن حرم شاهچراغ                                | فرزند خانواده سرایداران          |
| علی اصغر لری گویینی  | ۸  | گلزار شهدای سیرجان                             | دانش آموز                        |
| محمدرضا کشاورز       | ۱۵ | صحن حرم شاهچراغ                                | دانش آموز                        |
| سید فریدالدین معصومی | ۳۹ | قطعهٔ ۲۴ بهشت زهرا                              | مدیرعامل هلدینگ برق و انرژی غدیر |
| حسن علی پورعیسی      | ۷۳ | صحن حرم شاهچراغ                                |                                  |
| مجتبی ندیمی          | ۴۵ | صحن حرم شاهچراغ                                |                                  |
| بهادر آزادی شیری     | ۶۰ | روستای «بهمنی» در منطقه «میان‌جنگل» فسا         |                                  |
| محمدولی کیاسی        | ۵۴ | گلزار شهدای اَشجرد ابرج - مرودشت                |                                  |
| احسان مرادی          | ۵۸ | روستای ده پیاز - استان همدان                   | خادم افتخاری حرم شاهچراغ         |
| هوشنگ خوب            | ۶۴ | گلزار شهدای شهر لیکک استان کهگیلویه و بویراحمد |                                  |
| امید خوب             | ۳۲ | گلزار شهدای شهر لیکک استان کهگیلویه و بویراحمد |                                  |

## برگزاری دادگاه در ایران
رسیدگی به پروندهٔ قضایی این حمله، از ۲۶ بهمن ۱۴۰۱ در شعبه اول دادگاه انقلاب شیراز به ریاست سیدمحمود ساداتی و مستشاری سیدبزرگ موسوی و کریم محمدی آغاز شد. اتهامات وارده به ۵ متهم پرونده، افساد فی الارض، بغی، عضویت در گروه تروریستی داعش، و اجتماع و تبانی به قصد اقدام علیه امنیت کشور اعلام شد. رئیس کل دادگستری فارس اعلام کرد که متهمان این حادثه اهل یکی از کشورهای همسایهٔ ایران و عضو داعش هستند و در زندان بگرام در افغانستان با همدیگر آشنا شده‌اند. متهم ردیف اول این پرونده محمد رامز رشیدی، و متهم ردیف دوم محمد رحمانی (معروف به ابوخالد) نام دارند. به گزارش ایرنا، حکم اعدام «محمد رامز رشیدی» و «سید نعیم هاشمی قتالی» ۱۷ تیر ۱۴۰۲ در ملأ عام اجرا شد.